# Lukashin
Lukashin är en ort i Armenien. Den ligger i provinsen Armavir, i den västra delen av landet, 40 kilometer väster om huvudstaden Jerevan. Lukashin ligger 874 meter över havet och antalet invånare är 2 197.
Terrängen runt Lukashin är platt åt sydväst, men åt nordost är den kuperad. Närmaste större samhälle är Armavir, 4,7 kilometer sydost om Lukashin.
Trakten runt Lukashin består i huvudsak av gräsmarker. Runt Lukashin är det ganska tätbefolkat, med 248 invånare per kvadratkilometer.